# LMAO
LMAO指Laugh My Ass Off，為首字母縮略字，表面字義為笑掉我屁股，即一件事情非常好笑的意思。是常見的網路用語，在許多英文網路媒體中廣泛使用，為年輕世代發明的縮寫。
「LMAO」是眾多以文字代表笑的縮略語之一，其他有「ROFL」（代表「rolling on the floor laughing」，即笑到肚子疼）、「LOL」（代表「Laugh Out Loud」) 」，即大聲地笑。 
，並與表情符號一起被網友收集，在Twitter(X)、Facebook、Instagram、WhatsApp等社交媒體上廣泛使用。